# Kjell Larsson
Kjell Ingemar Larsson, född 26 mars 1943 i Lundby församling i Göteborg, död 21 december 2002 i Matteus församling i Stockholm, var en svensk socialdemokratisk politiker. Han var Sveriges miljöminister mellan oktober 1998 och oktober 2002.

## Biografi
Kjell Larsson, som var son till byggnadsarbetare Gunnar Larsson och Aina, född Persson., blev pol. mag. vid Göteborgs universitet 1967. Därefter blev han utredningssekreterare vid Svenska byggnadsarbetareförbundet  och invaldes 1970 i den socialdemokratiska partistyrelsen, varpå han 1973 blev sakkunnig i statsrådsberedningen. 1976–1980 arbetade han för den socialdemokratiska riksdagsgruppen och var talskrivare åt Olof Palme. Mellan 1980 och 1982 var han chef för ARE Idé 2. Han var Ingvar Carlssons statssekreterare i Statsrådsberedningen 1982-91. Han var senare generaldirektör för Exportkreditnämnden 1996–1998. 1998 utsågs han till miljöminister i Regeringen Persson. Han avgick av hälsoskäl den 16 oktober 2002 och avled i cancer den 21 december samma år. Han var far till Jan Larsson, före detta statssekreterare hos Göran Persson.
Under tiden som miljöminister bidrog Larsson till att skapa internationellt stöd för Kyotoprotokollet genom att under Sveriges ordförandeskap i EU 2001 ta en aktiv roll i att förhandla och få uppslutning från ett stort antal ledande nationer. Under hans ministertid gavs vidare startsignal till det 20-åriga statliga stödet för utgivningen av Nationalnyckeln till Sveriges flora och fauna.